# 安道尔死刑制度
佩雷·阿雷尼是安道尔最后一名被处决的人。 他于1943年10月18日因为谋杀他的哥哥安东尼·阿雷尼，他被一支行刑队处死。1990年在安道尔废除了死刑，《欧洲人权公约》第6号议定书于1996年2月1日生效。